# Вегакемада
Вегакемада (ісп. Vegaquemada) — муніципалітет в Іспанії, у складі автономної спільноти Кастилія-і-Леон, у провінції Леон. Населення — 469 осіб (2010).
Муніципалітет розташований на відстані близько 300 км на північний захід від Мадрида, 32 км на північний схід від Леона.
На території муніципалітету розташовані такі населені пункти: (дані про населення за 2010 рік)
- Канданедо-де-Боньяр: 20 осіб
- Ла-Девеса-де-Боньяр: 57 осіб
- Ла-Лосілья-і-Сан-Адріан: 49 осіб
- Луган: 75 осіб
- Льямера: 28 осіб
- Ла-Мата-де-ла-Ріба: 61 особа
- Паласуело-де-Боньяр: 85 осіб
- Вегакемада: 94 особи

## Демографія
Динаміка населення (INE ):